# Gare d'Amélie-les-Bains
La gare d'Amélie-les-Bains est une gare ferroviaire française, fermée, de la ligne d'Elne à Arles-sur-Tech, située sur le territoire de la commune d'Amélie-les-Bains-Palalda, dans le département des Pyrénées-Orientales, en région administrative Occitanie.
Elle est mise en service en 1898 par la Compagnie des chemins de fer du Midi et du Canal latéral à la Garonne (Midi) et fermée au service des voyageurs en 1940 par la Société nationale des chemins de fer français (SNCF).

## Situation ferroviaire
Établie à 226 mètres d'altitude, la gare d'Amélie-les-Bains est située au point kilométrique (PK) 511,749 de la ligne d'Elne à Arles-sur-Tech, entre les gares de Céret et d'Arles-sur-Tech.

## Histoire
La gare d'Amélie-les-Bains est mise en service le 26 juin 1898 par la Compagnie des chemins de fer du Midi et du Canal latéral à la Garonne (Midi), lorsqu'elle ouvre à l'exploitation la dernière section, de ligne d'Elne à Arles-sur-Tech, entre Céret et Arles-sur-Tech.
En 1940, des fortes pluies se sont abattues sur la zone emportant la section entre Arles-sur-Tech et Amélie-les-Bains.
À la suite de l'Aiguat de 1940 qui a emporté le tronçon jusqu'à Arles-sur-Tech, la reconstruction de celui-ci a été évoquée mais l'étendue des dégâts a fait que les travaux n'ont jamais aboutis. Cependant, un faisceau de voies a été établi au PK 511,147 en aval d'Amélie pour permettre le chargement de la dolomie, tandis que le minerai de fer était amené jusqu'à Céret, en camion.    
En 1972, le tronçon entre Amélie-les-Bains et Céret a fermé. Puis, il a été déposé et finalement reconverti en voie verte.

## Patrimoine ferroviaire
Il ne reste aucun vestige de cette gare. Le bâtiment de la gare a été emporté par l'Aiguat de 1940 et s'est retrouvé 20 km plus loin dans la plaine de Brouilla. La voie entre Arles-sur-Tech et Amélie-les-Bains a également été emporté par les eaux.